# 5265 Schadow
5265 Schadow este un asteroid din centura principală de asteroizi.

## Descriere
5265 Schadow este un asteroid din centura principală de asteroizi. A fost descoperit pe 24 septembrie 1960 la Observatorul Palomar de Cornelis Johannes van Houten, Ingrid van Houten-Groeneveld și Tom Gehrels. Asteroidul prezintă o orbită caracterizată de o semiaxă mare de 3,18 ua, o excentricitate de 0,11 și o înclinație de 5,7° în raport cu ecliptica.